# Campus Dra. Eloísa Díaz
El Campus Dra. Eloísa Díaz (ex Campus Norte) de la Universidad de Chile es un campus ubicado en la comuna de Independencia, Santiago de Chile. En él se ubican la Sede Norte de la Facultad de Medicina, la Facultad de Ciencias Químicas y Farmacéuticas, la Facultad de Odontología y el Hospital Clínico de la Universidad de Chile.
Está cercano al Instituto Médico Legal y al Cementerio General de Santiago.
En el mes de marzo de 2019, el Senado Universitario decide aprobar, de manera unánime, el cambio de nombre al campus al de Campus Dra. Eloísa Díaz, en honor a la primera médico-cirujana del país. 